# Paradarisa consonaria
Paradarisa consonaria là một loài bướm đêm trong họ Geometridae.

## Hình ảnh

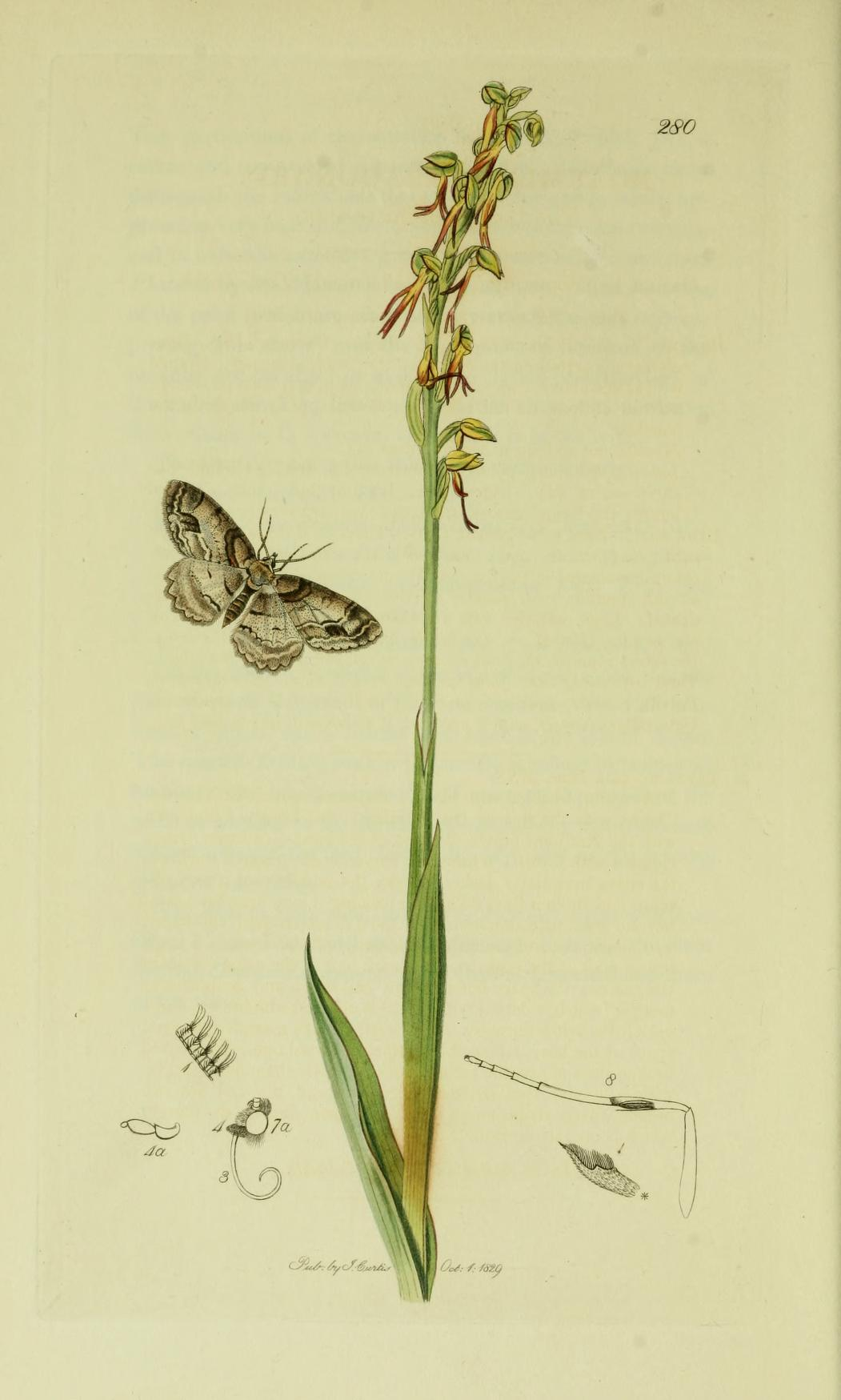
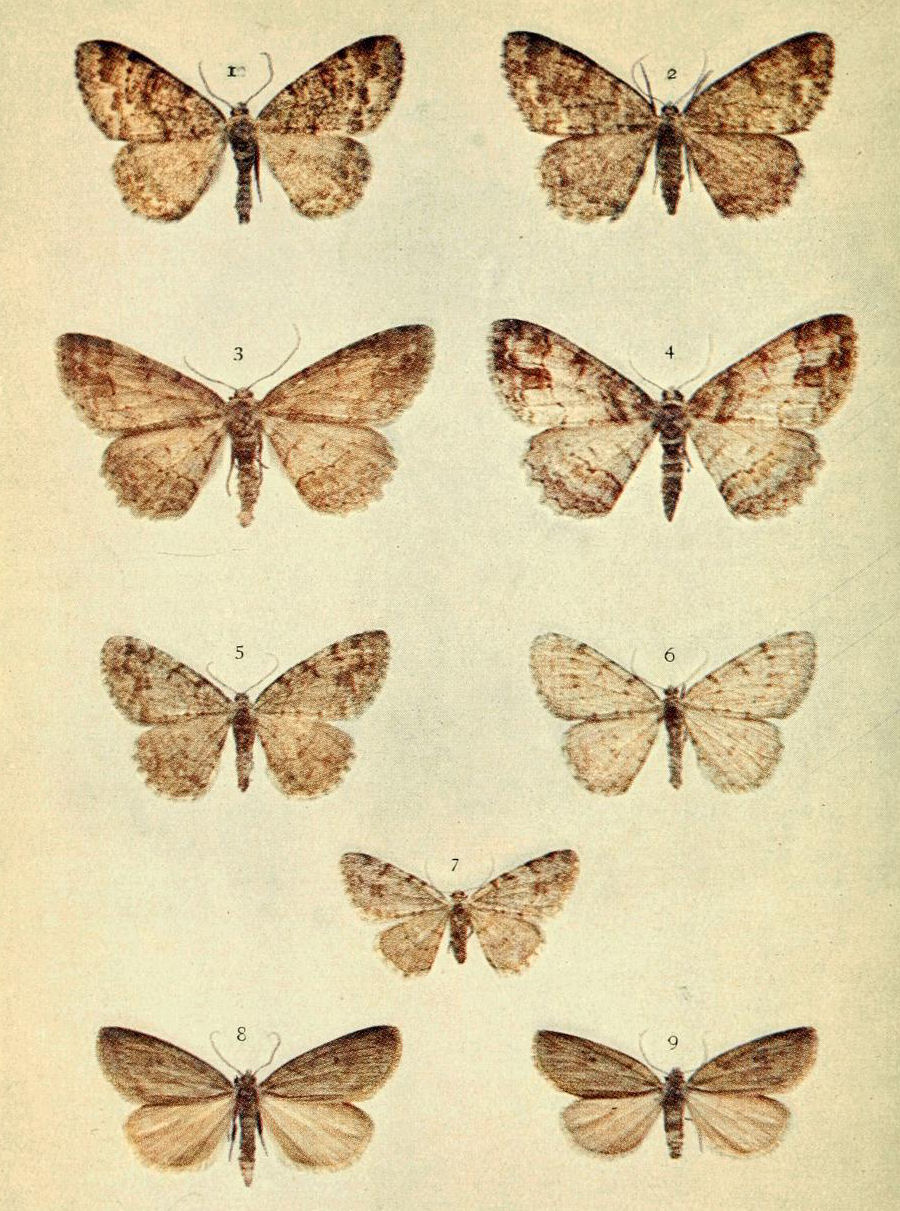
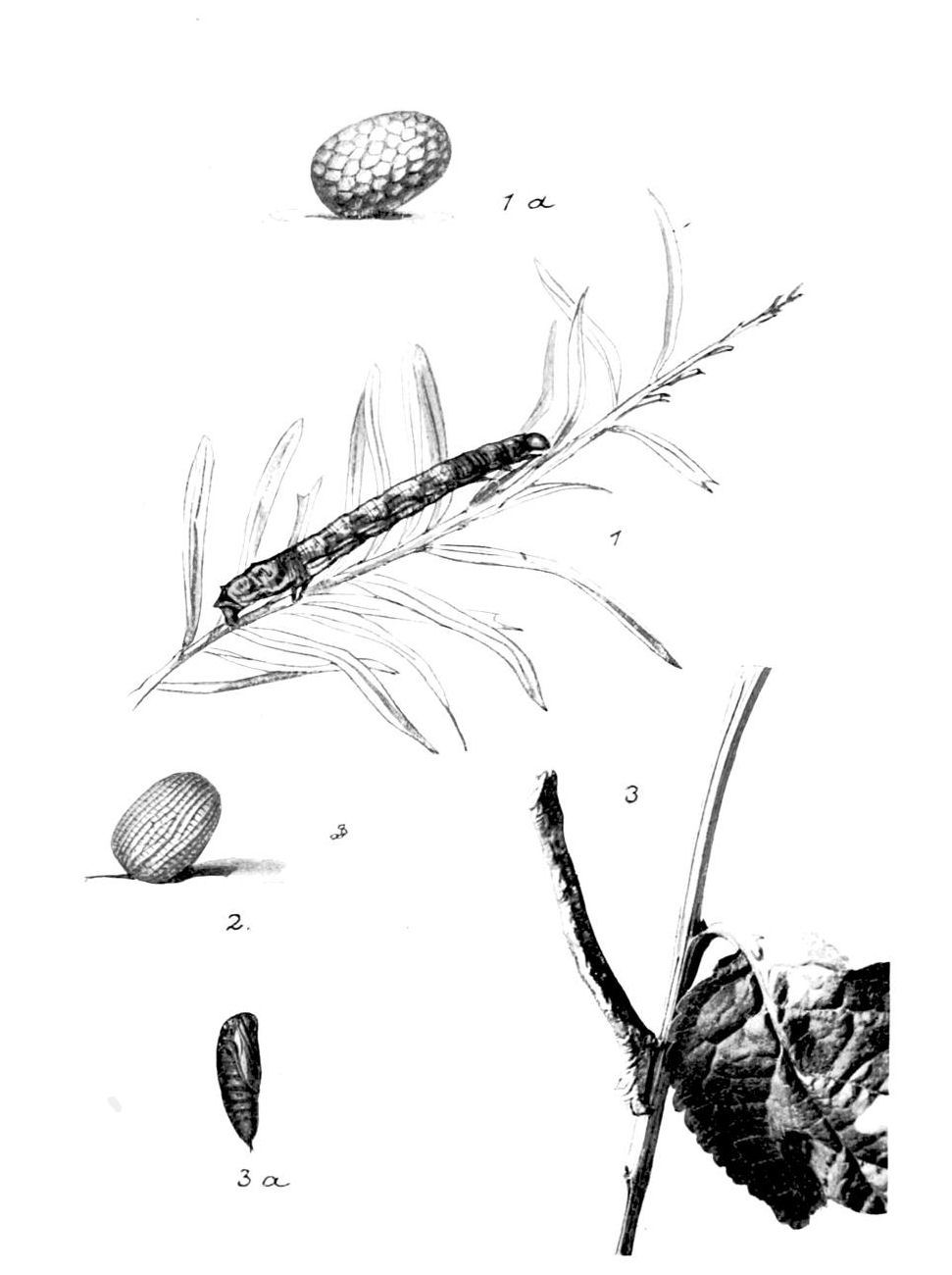